# Pleurophomopsis salicicola
Pleurophomopsis salicicola är en svampart som beskrevs av Petr. 1924. Pleurophomopsis salicicola ingår i släktet Pleurophomopsis och familjen Melanommataceae.   Inga underarter finns listade i Catalogue of Life.